# Gebhardt von Walther
Gebhardt von Walther (* 19. Dezember 1902 in Düsseldorf; † 17. November 1982 in Bergisch Gladbach) war ein deutscher Diplomat in der Zeit der Weimarer Republik, des Nationalsozialismus und der Bundesrepublik.

## Biografie

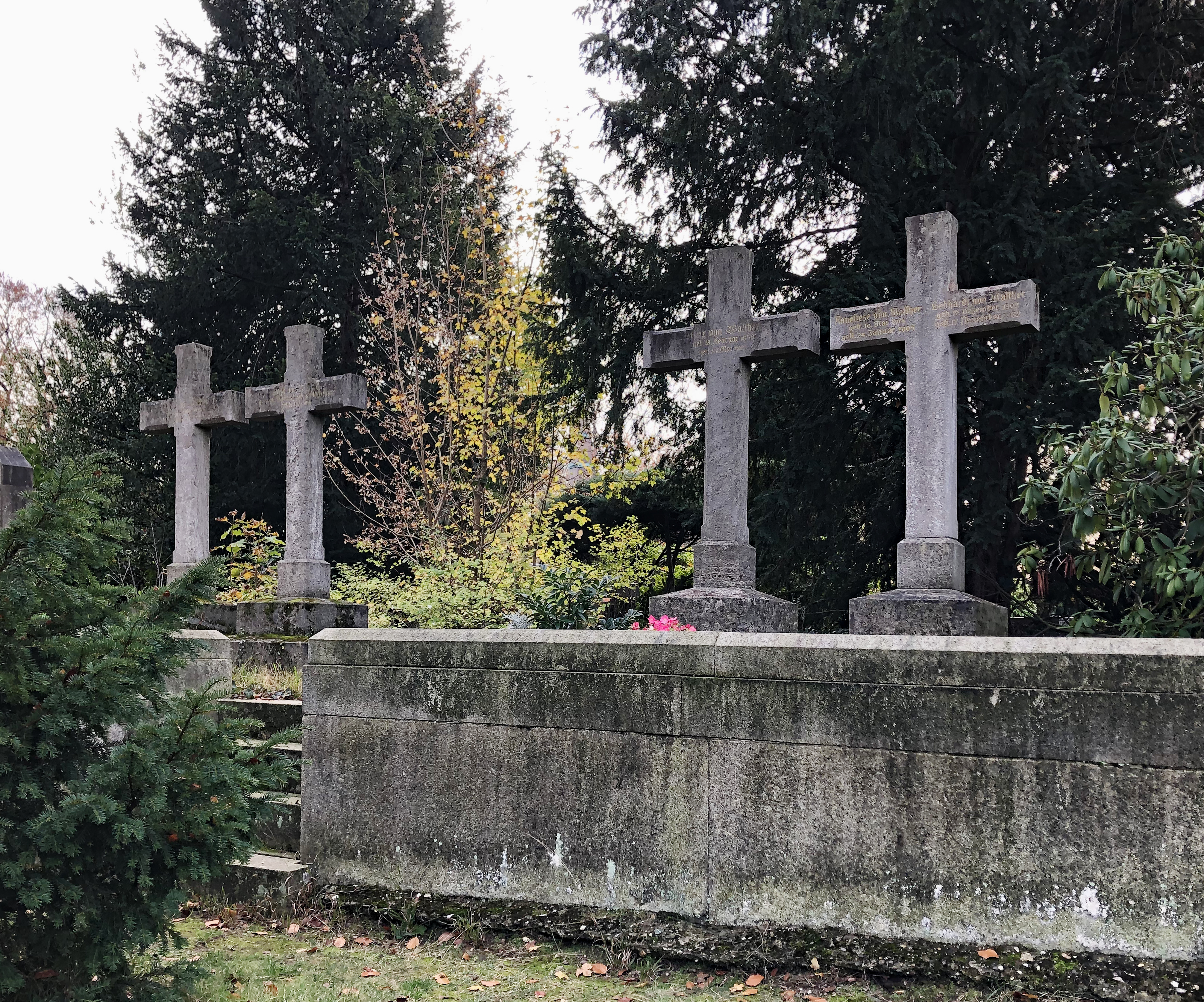
Grabstätte der Familie von Walther und von Gebhardt auf dem Nordfriedhof Düsseldorf (2020)

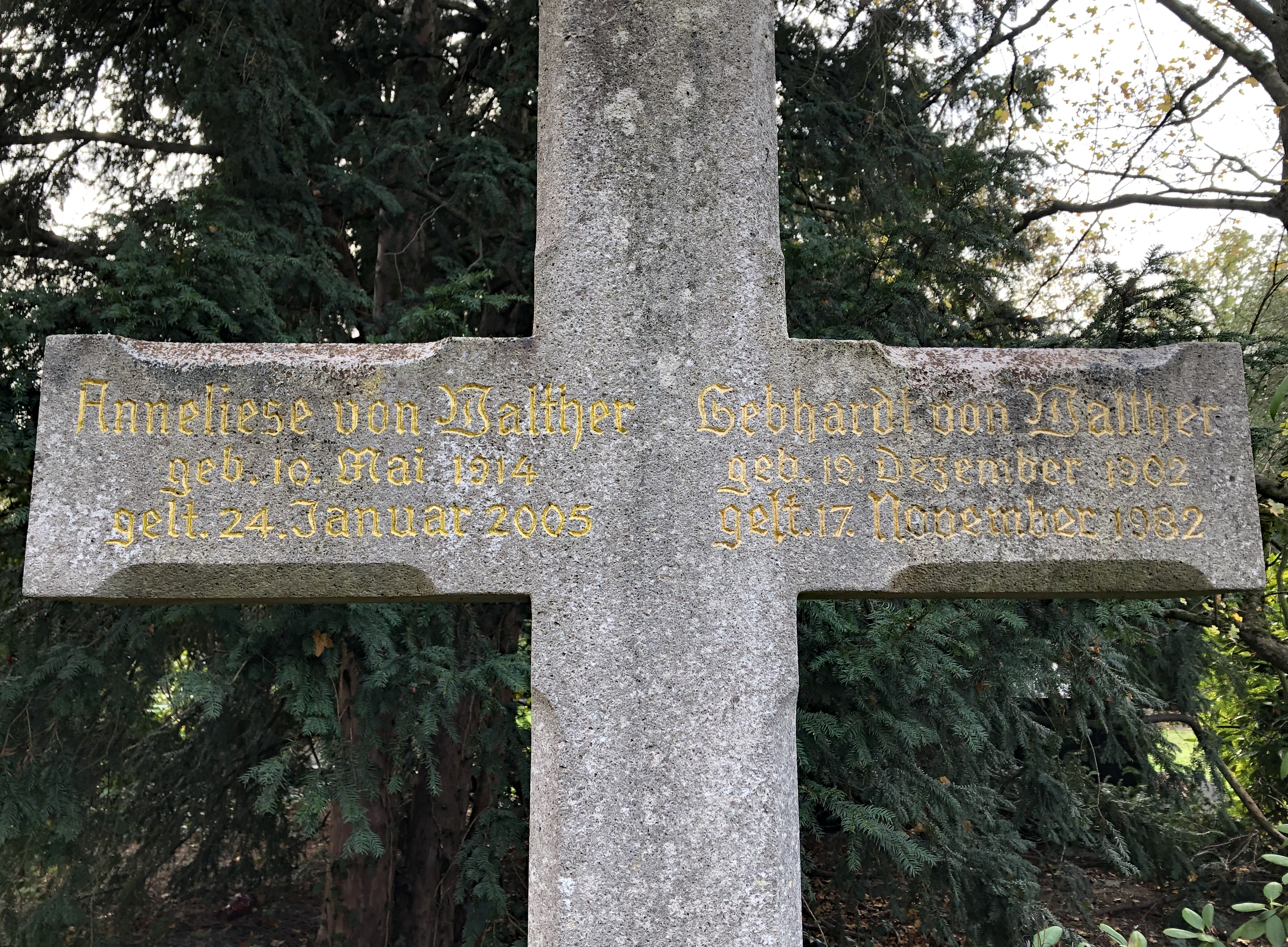
Steinkreuz Inschrift Anneliese von Walther (1914–2005) und Gebhardt von Walther (1902–1982)

Gebhardt von Walther war der Sohn des Düsseldorfer Oberregierungsrats Max von Walther (1858–1921) und dessen Ehefrau Betti (1877–1911), Tochter des Malers Eduard von Gebhardt. Nach dem Jurastudium an der Universität in Göttingen und der Promotion im Jahr 1927 wurde Walther 1929 Mitarbeiter im diplomatischen Dienst des Auswärtigen Amtes. Am 1. März 1939 trat er der NSDAP bei.
Im Zweiten Weltkrieg war Gebhardt 1940 als Generalkonsul der deutschen Botschaft in Moskau Mitglied der in der Folge des Hitler-Stalin-Pakts eingerichteten deutsch-sowjetischen Flüchtlingskommission mit der amtlichen Bezeichnung „Deutsche Kontroll- und Durchlasskommission für Flüchtlinge aus dem Sowjetgebiet“, die den Bevölkerungsaustausch mitorganisierte. Die Osteuropa-Historikerin Claudia Weber urteilte,  dass Walther nach dem Kommissions-Vorsitzenden Otto Wächter, SS-Führer und einflussreicher Gouverneur des Distrikts Krakau, und dessen Stellvertreter, dem Umsiedlungsexperten Hans Flade „das dritte maßgebliche Kommissionsmitglied“ war. Von Ende 1941 bis zur Eroberung der Stadt durch britische Truppen im Januar 1943 war Walther deutscher Konsul in Tripolis in Italienisch-Libyen. Das Auswärtige Amt beschäftigte ihm bis zum Kriegsende.
Nach Kriegsende war er als kaufmännischer Angestellter tätig und trat 1951 erneut in den Diplomatischen Dienst ein. Nach einer mehrjährigen Tätigkeit im Auswärtigen Amt in Bonn wurde Walther 1956 Botschafter in Mexiko. 1958 wechselte er als Botschafter nach Brasilien. Bereits 1959 kehrte er nach Europa zurück und wurde als Nachfolger von Herbert Blankenhorn Botschafter bei der NATO in Paris.
Im Rahmen eines Revirements erfolgte 1962 seine Akkreditierung als Botschafter in der Türkei. Dort wurde er Nachfolger des in den Ruhestand getretenen Georg von Broich-Oppert, während Wilhelm Grewe sein Nachfolger als Botschafter bei der NATO wurde.
Zuletzt war Walther als Nachfolger von Horst Groepper von 1966 bis 1968 Botschafter in der UdSSR. Wegen seiner seinerzeitigen Berichterstattung zur „Judenfrage in Libyen“ hatte Bundespräsident Heinrich Lübke Ende 1965 sein Agrément zu Walthers Entsendung verzögert und die politische Verantwortung auf Bundeskanzler Ludwig Erhard abgeschoben.  1968 trat er in den Ruhestand und wurde als Botschafter von Helmut Allardt abgelöst. Im Anschluss war er Geschäftsführender Stellvertretender Präsident der Deutschen Gesellschaft für Auswärtige Politik e. V. (DGAP).
Gebhardt von Walther starb in Bergisch Gladbach an Herzversagen und wurde im Familiengrab auf dem Nordfriedhof von Düsseldorf beerdigt.